# Барлуцци, Антонио

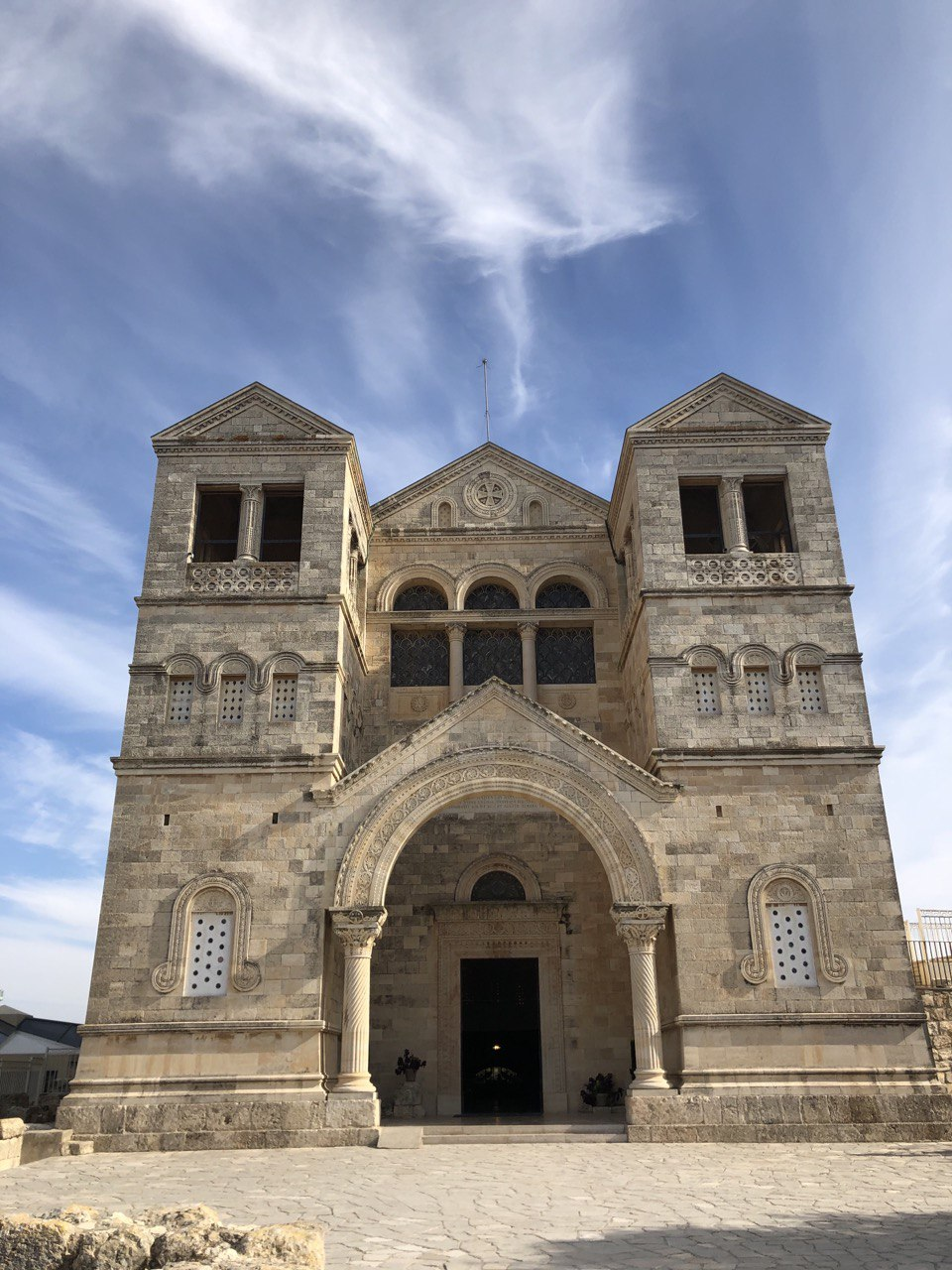
Базилика Преображения Господня францисканского монастыря на вершине горы Фавор

Антонио Барлу́цци (итал. Antonio Barluzzi, 26 сентября 1884 — 14 декабря 1960, Рим) — выдающийся итальянский архитектор, работавший в Святой земле.

## Биография
Антонио Барлуцци родился 26 сентября 1884 года в Риме в многодетной семье, связанной потомственными узами со службой в Ватикане. Его родственники по отцу являлись секретарями Римских пап, хранителями дипломатической переписки в папской канцелярии. Дед по материнской линии Андреа Бузири Вичи (1818-1911) был потомственным архитектором, служившим на Фабрике Святого Петра и отвечал за все работы, производимые в Соборе святого Петра.
По окончании Инженерной школы Римского Университета Ла Сапиенца он, вместе со своим братом Джулио (1878-1953), был приглашён в 1912 году на работу в Иерусалим для проектирования Итальянского госпиталя, который был ими построен в 1914 году.  С началом Первой мировой войны военный инженер, лейтенант Антонио Барлуцци, возвратился в Италию. Он поступил в Папскую Римскую семинарию при Латеранской базилике. В октябре 1917 года  в составе итальянского корпуса британской армии вновь направился в Иерусалим, где кустод — Глава францисканской Кустодии Святой земли отец Фердинандо Диоталлеви (1918-1925), предложил ему возвести новую церковь Преображения Господня на горе Фавор и церковь в Гефсиманском саду.
С этого времени Барлуцци становится главным архитектором многолетней  широкомасштабной программы церковного строительства, организованной францисканцами. Он продумывал всё до мелочей — от основного архитектурного решения до декоративных элементов внутреннего убранства и благоустройства окружающей территории. Архитектор приглашал из Италии лучших специалистов из мастерских Рима и Милана: художников, мозаичистов, скульпторов, витражистов, резчиков по камню. Новые храмы настолько гармонично вписались в местный ландшафт, что стали неотъемлемой частью облика современного Израиля.
Своё предназначение архитектор определял так: «Возможность посвятить всю свою жизнь храмам Святой Земли наполняет верой и вдохновением мой ум, мое сердце и мою душу... Я чувствую непреодолимое желание полностью отдать свои силы Святым местам в смиренном сознании, что не мне суждено явить здесь собственные мои таланты, но через меня совершается одно из чудес, которые может творить Господь. Для меня это не вопрос хлеба насущного, но вопрос духа, стремящегося осмыслить Божьи веления».
Отличительной особенностью творческой деятельности Барлуцци в Святой Земле и основным принципом его работы стало отсутствие приверженности определённому архитектурному стилю. Он строил в камне символ того или иного евангельского события.
«В Палестине каждое из Святых мест имеет прямое отношение к конкретному таинству жизни Иисуса Христа, – говорил Антонио Барлуцци. – Совершенно естественно в этом случае отказаться от типовой архитектуры, постоянно повторяющей одно и то же, и попытаться строить архитектурный образ так, чтобы он выражал религиозные чувства, вызываемые именно данной мистерией. Тогда верующий, входя в святилище, легко сможет представить себе соответствующий евангельский рассказ и сосредоточиться мысленно на самой сути именно здесь, в единственный миг истории свершавшегося таинства. Не выбирать сначала […] ту или иную форму и потом всё подгонять под неё, а определить основную религиозную концепцию Святого места, для которого строится храм, и архитектуру подбирать под эту концепцию, каждый раз интуитивным и независимым образом». Именно поэтому все творения Барлуцци на Святой Земле так не похожи друг на друга, ни одно сооружение не повторяет предыдущее, каждое соответствует определённой исторической, евангельской и эмоциональной составляющей того или иного святого места.
Барлуцци, соединивший в своём творчестве религиозный символизм, традицию и модернизм, своими уникальными творениями во многом определил современный облик Святой Земли. Существует мнение, согласно которому в Израиле есть три стиля архитектуры: греко-римский, византийский и стиль Барлуцци. Он строил церкви в тех местах, где пролегал земной путь Иисуса Христа, воспевая главные святыни христианского мира, переводя на язык архитектуры эмоциональный отклик на события евангельской истории. Паломники, оказывающиеся под сводами возведенных им церквей, погружаются в атмосферу событий, происходивших на этой земле две тысячи лет назад.
Произведения Барлуцци — яркое явление в истории христианской архитектуры. Известный британский журналист Генри Мортон (1892-1979), путешествовавший по Святой Земле в середине XX века, в предисловии к своей книге «Святая Земля. Путешествие по библейским местам»(1938 г.)  назвал архитектора гением и подчеркнул, что каждый, кто посещает Святую Землю должен непременно увидеть церкви, построенные им. «Я был поражен новыми церквями, появившимися теперь у всех святынь, благодаря деятельности францисканцев […] Эти церкви являются творением одного человека, преданного своей цели, итальянского архитектора по имени Антонио Барлуцци […] Они замечательны своей оригинальностью и разнообразием облика, который едва ли можно связать с определенным архитектурным стилем или традицией, так как их источник – исключительно набожность их создателя. Все святилища Барлуцци являются попыткой выражения эмоционального отклика на евангельскую историю».
С учётом перерывов, вызванными мировыми войнами, Барлуцци прожил в Палестине 33 года. Здесь он проектировал для францисканцев, Итальянского миссионерского общества, армяно — и грекокатолических церквей.
Отказавшись от мечты стать священником, он, тем не менее, до конца своих дней вёл образ жизни, близкий к монашескому, – не имел семьи, жил скромно, довольствовался малым, непрерывно работал. Был крайне неприхотлив в быту, чаще всего проживал в монашеских общинах францисканцев, разделяя с ними их распорядок дня, трапезу, часы молитв.
В 1958 году Антонио Барлуцци перенёс инфаркт и уехал в Рим, где скончался 14 декабря 1960 года.
Профессор археологии Библейского францисканского института в Иерусалиме Вирджилио Корбо говорил: «Барлуцци считал свою архитектурную деятельность в Святой Земле как миссию, которую ему доверило Небо. И этой миссии он посвятил всю жизнь, вложил в неё всю свою душу, беспрестанно ища в таинствах спасения вдохновения, которое ему позволяло выражать эту тайну языком архитектуры».

## Список построек
Израиль и Палестинская автономия
- Итальянская больница, Иерусалим (1913—1914, с братом Джулио Барлуцци)
- Церковь Преображения на горе Фавор (1921—1924, при участии Джулио Барлуцци)
- Церковь Страстей Христовых (церковь Всех Наций) в Гефсимании, Иерусалим (1922—1924)
- Монастырь Иоанна Крестителя в пустыни (1923, отказался от авторства)
- Церковь и приют Доброго Пастыря, Иерихон (1924—1925)
- Школа для девочек, Иерихон (1924)
- Здание консульства Эфиопии, Иерусалим (1925—1928)
- Церковь Бичевания на Виа Долороза, Иерусалим (общая реконструкция, 1927—1929)
- Монастырь «Нотр Дам де Кармель», Хайфа (реставрация церкви и строительство нового здания, 1930)
- Итальянская больница, Хайфа (1932)
- Католический придел Храма Гроба Господня, Иерусалим (реставрация, 1933 и 1937)
- Монастырь Св. Антония, Иерусалим (1936)
- Церковь Заповедей Блаженства на горе Блаженств (1937—1938)
- Церковь Посещения, Эйн Карем (1938—1958)
- Внутренний двор церкви Св. Екатерины, Вифлеем (реконструкция, 1948—1949)
- Церковь Св. Лазаря, Вифания (1952—1953)
- Часовня Св. Вероники на Виа Долороза, Иерусалим (реконструкция, 1953)
- Церковь Ангелов на Поле Пастушков, Бейт Сахур (1953—1954)
- Церковь в Виффагии (пристройка башни и общая реконструкция, 1954)
- Церковь Слёз Господних (Доминус Флевит), Иерусалим (1953—1955)
- Церковь Св. Иосифа, Хайфа (1959—1961)
- Алтарь в монастыре Патер Ностер, Иерусалим (первая половина 50-х гг.)

Вне Израиля и Палестинской автономии
- Дипломатическое представительство Италии в Тегеране, Иран (реконструкция, 1925—1926)
- Итальянская больница в Аммане, Иордания (1926—1928)
- Итальянская больница в Кераке, Иордания (1931—1933)
- Армянский Католический Патриархат в Бейруте, Ливан
- Мелькитская церковь и хозяйственные постройки в Аммане, Иордания
- Мелькитская церковь и хозяйственные постройки в Медабе, Иордания
- Школа кармелитов и хозяйственные постройки в Триполи (или Бшарра?), Ливан
- Церковь монастыря капуцинов в Кальяри, Италия (реконструкция, 1945—1946)
- Церковь Милосердной Богоматери в Сассари, Италия (реконструкция, 1945)